# Мільєрина
Мільєрина (італ. Miglierina, сиц. Muglierina) — муніципалітет в Італії, у регіоні Калабрія,  провінція Катандзаро.
Мільєрина розташована на відстані близько 470 км на південний схід від Рима, 13 км на північний захід від Катандзаро.
Населення — 778 осіб (2014).
Щорічний фестиваль відбувається 13 грудня. Покровитель — Santa Lucia.

## Демографія
Населення за роками:

Станом на 1 січня 2023 року в муніципалітеті офіційно проживало 60 іноземців з 13 країн, серед них 3 громадяни країн Євросоюзу.

## Сусідні муніципалітети
- Амато
- Марчеллінара
- Сан-П'єтро-Апостоло
- Серрастретта
- Тіріоло